# Yuki Maki
Yuki Maki (巻 佑樹 Maki Yuki?), född 26 juni 1984 i Kumamoto prefektur, är en japansk före detta fotbollsspelare.
Maki började sin karriär 2007 i Nagoya Grampus Eight (Nagoya Grampus). Med Nagoya Grampus vann han japanska ligan 2010. 2011 blev han utlånad till Shonan Bellmare. Han gick tillbaka till Nagoya Grampus 2012. Han avslutade karriären 2012.